# Пріола
Пріола (італ. Priola, п'єм. Priòla) — муніципалітет в Італії, у регіоні П'ємонт,  провінція Кунео.
Пріола розташована на відстані близько 450 км на північний захід від Рима, 95 км на південь від Турина, 40 км на схід від Кунео.
Населення — 701 особа (2014).
Щорічний фестиваль відбувається 11 серпня. Покровитель — San Domenico.

## Демографія
Населення за роками:

Станом на 1 січня 2023 року в муніципалітеті офіційно проживало 20 іноземців з 9 країн, серед них 5 громадян країн Євросоюзу та 1 громадянин України.

## Сусідні муніципалітети
- Баньяско
- Каліццано
- Гарессіо
- Віола